# Hemidactylus tenkatei
Espèce
Synonymes
- Hemidactylus brookii subtriedroides 
Annandale, 1905

Hemidactylus tenkatei est une espèce de geckos de la famille des Gekkonidae.

## Répartition
Cette espèce se rencontre à Rote en Indonésie et au Timor oriental.

## Publication originale
- Lidth De Jeude, 1895 : Reptiles from Timor and the neighbouring islands[2].